# Joevana Charles
Joevana Charles là một thành viên của Quốc hội Seychelles. Cô là thành viên của Mặt trận Tiến bộ Nhân dân Seychelles, và lần đầu tiên được bầu vào Hội đồng vào năm 1993.